# Теелі
Теелі — сільське поселення (сумон) Бай-Тайгинського кожууна Республіки Тива Російської Федерації. До складу сумона входить село Теелі, яке, водночас, має статус центру сумона.

## Населення
| Рік    | 2011 | 2012 | 2013 | 2014 | 2015 |
| ------ | ---- | ---- | ---- | ---- | ---- |
| Насел. | 3382 | 3302 | 3293 | 3271 | 3255 |

## Пам'ятки
У селі є пам'ятка археології — городище, яке датоване VIII—IX століттям.